# Will et Will
Will et Will (en anglais : Will Grayson, Will Grayson) est un roman de John Green et David Levithan, sorti en avril 2010 chez Dutton Juvenile, puis traduit en français par Nathalie Peronny et publié par Gallimard Jeunesse l'année suivante.

## Historique
L'histoire se divise de façon égale entre deux garçons tous deux nommés Will Grayson ; John Green ayant écrit les chapitres de l'un et David Levithan ceux de l'autre,. Le roman est entré dans la liste des best-seller pour enfants de New York Times après sa sortie et y est resté pour trois semaines. C’est le premier roman jeunesse au thème LGBT à être entré dans cette liste,.

## Personnages
- Will Grayson 1 : premier protagoniste de l'histoire. Les chapitres impairs sont racontés depuis son point de vue ; ces chapitres sont proprement capitalisés. Il est le premier et unique membre hétéro de l'Amicale Gay & Hétéro. Ses chapitres sont écrits dans un registre familier. Il est obsédé par le groupe Neutral Milk Hotel. Il est amoureux de Jane Turner et Tiny Cooper est son meilleur ami. Il est un exemple typique d'adolescent angoissé du début à la fin du roman[5]
- Will Grayson 2 : deuxième protagoniste de l'histoire. Les chapitres pairs sont racontés depuis son point de vue ; le texte est écrit intégralement en minuscules. Will Grayson 2 est un adolescent renfermé et impulsif.  Il est amoureux d'Isaac, un adolescent qu'il a rencontré sur un chat et qui est en réalité un personnage virtuel créé par son "amie" Maura, une sorte de gothique qui s'avéra être amoureuse de lui. Ils se parlent par messagerie instantanée, en secret, sous les pseudonyme grayscale et nonpapametuepas. Il rencontre Tiny Cooper grâce à Will Grayson 1. Il ne correspond pas au stéréotype de l'adolescent gay extraverti; il est colérique et vulgaire et est l'un des rares personnages auquel les lecteurs peuvent s'identifier. Il n'est pas proche des autres élèves de son école.

## Édition française
- Will et Will, trad. de l'anglais de Nathalie Peronny, coll. « Scripto », Gallimard Jeunesse, 2011 ; rééd. 2014  (ISBN 978-2-070662-579)